# هورمل
هورمل ( Hormel ) یک شرکت مواد غذایی آمریکا مستقر در آستین، مینه سوتا که فراورده های گوشتی تولید می‌کند. این شرکت به عنوان جورج هورمل در آستین توسط جورج هورمل در ۱۸۹۱ تأسیس شد. این نام خود را به مواد غذایی هورمل در سال ۱۹۹۳ تغییر داد. نام این شرکت در فهرست فورچون ۵۰۰ ذکر شده است.